# Флаг Тавдинского муниципального округа
Флаг Тавдинского городского округа — официальный символ муниципального образования «Тавдинский городской округ» Свердловской области Российской Федерации.
Флаг утверждён 24 апреля 2003 года как флаг муниципального образования Тавдинский район (после муниципальной реформы — Тавдинский городской округ) и внесён в Государственный геральдический регистр Российской Федерации с присвоением регистрационного номера 1171.

## Описание
«Прямоугольное полотнище с соотношением сторон 2:3, разделённое по вертикали на две равные полосы: зелёную и красную. По центру полотнища помещено изображение фигур районного герба: ладья со щитом и скачущий лось, выполненные белым, жёлтым и чёрным цветами. Обратная сторона зеркально воспроизводит лицевую».

## Обоснование символики
Лось и ладья со щитом Ермака служат напоминанием об истории освоения края русскими поселенцами. Ладья, кроме того, символизирует ту роль, которую играла река Тавда как транспортная артерия, обеспечивающая сообщение между собственно Россией (красная полоса) и Сибирью (зелёная полоса). Фигура скачущего лося говорит о лесных богатствах округа, силе и независимости его обитателей.